# Koreaanse mun

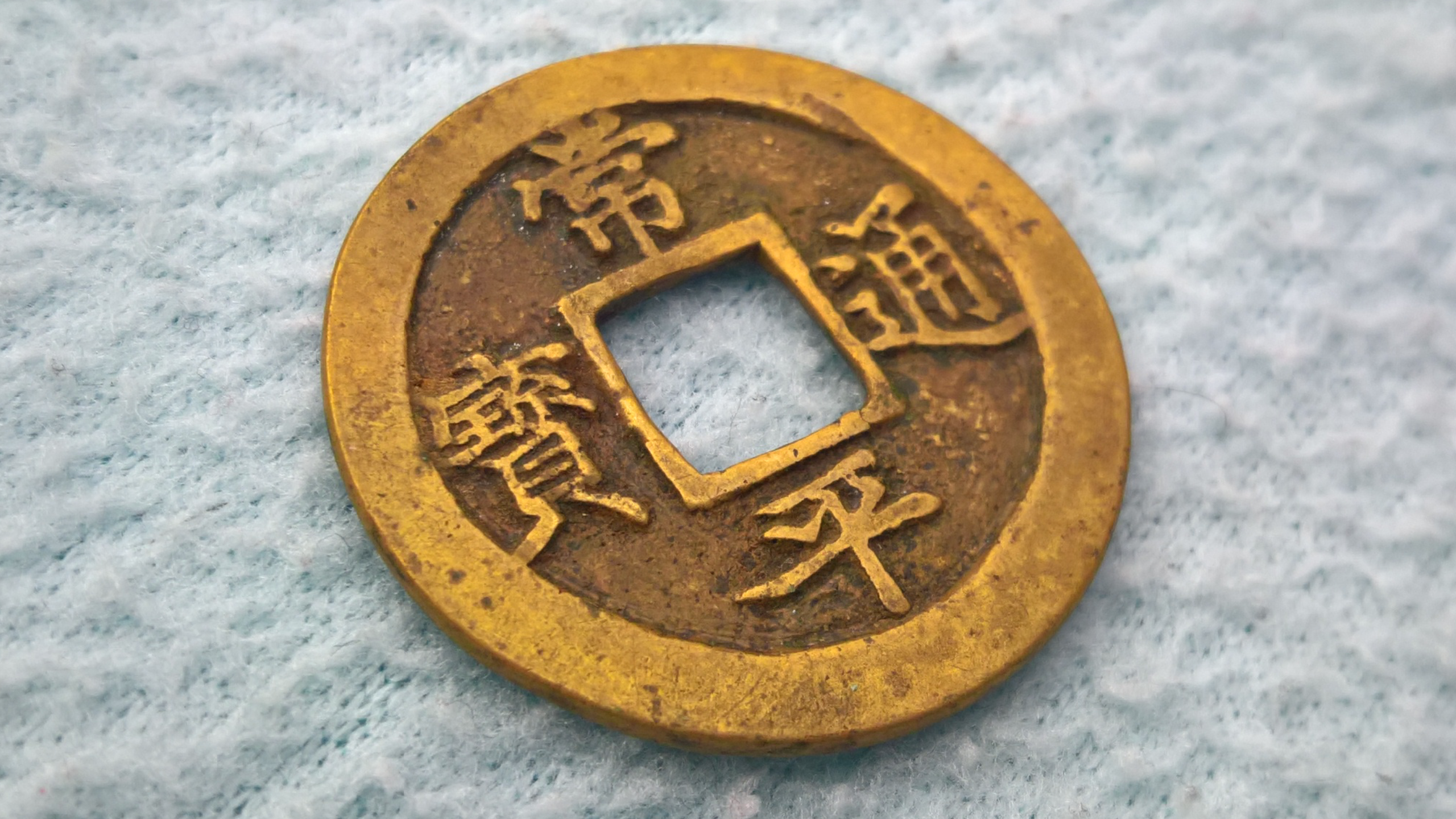
Een Sangpyeong Tongbo (常平通寶, 상평통보) munt, dit was de meest voorkomende variant van de Koreaanse mun

De Koreaanse mun (문, 文) was de munteenheid van Korea in verschillende periodes. Vaak werden na de introductie van een valuta gebaseerd op Chinese kèpèngs deze munten door de bevolking afgewezen voor ruilhandel, maar vanaf 1633 begon de munteenheid populair bij het volk te worden en werden er wetten en instellingen geïntroduceerd om de circulatie van de munten te bevorderen. De Koreaanse mun is net als de Japanse mon, Riukiuaanse mon en Vietnamese văn op de Chinese kèpèngs gebaseerd en deelde het algemene ontwerp van een ronde munt met een vierkant gat in het midden. De meest voorkomende variant van de Koreaanse mun is de Sangpyeong Tongbo (常平通寶 , 상평통보). In 1888 werden machine-geslagen munten geïntroduceerd met hun waarde in mun en won (1000 mun). Deze munten circuleerden vanaf de 17e eeuw tot en met de 19e eeuw totdat deze in 1892 door de Koreaanse yang werd vervangen.

## Geschiedenis

### Tijdens Goryeo

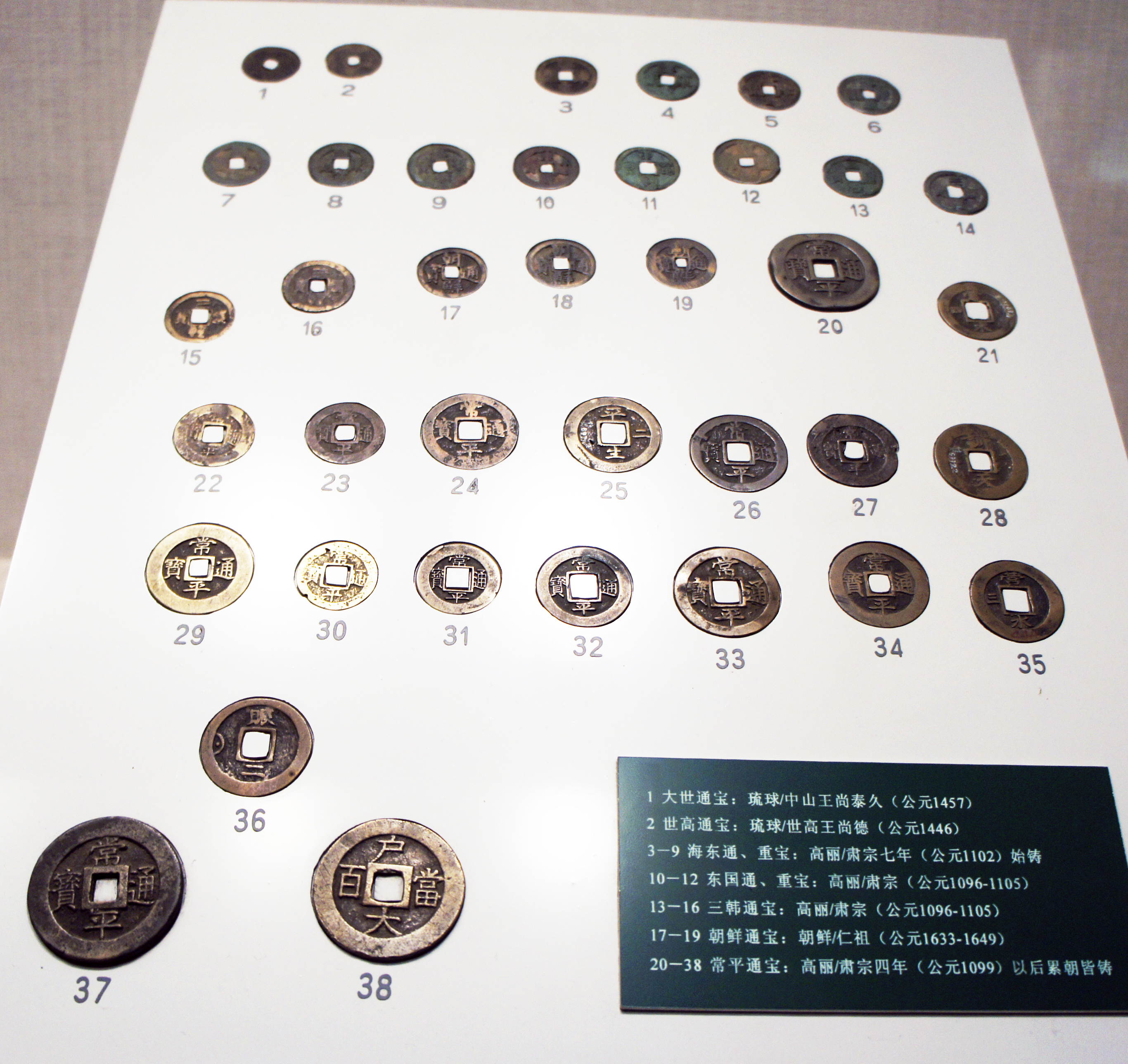
Verschillende munten uit de Goryeo en Joseon periodes met een paar Riukiuaanse mon munten

De eerste definitieve beschrijving van het gebruik van een munteenheid in Korea was tijdens het Koninkrijk Goryeo (918–1392). In de vroege Goryeo periode gingen Chinese kèpèngs rond in de circulatie geïmporteerd van de Tang-dynastie en later van de Song-dynastie. De algemene handelsmiddelen uit die tijd waren graan en linnen, maar in de 10e en 11e eeuwen kwamen ijzeren en koperen munten in de circulatie naast de introductie van zilveren vaas-gevormde betaalmiddelen genaamd unbyŏng (銀瓶, 은병). Munten uit deze tijd hadden verschillende inscripties zoals Dong Guk (Oosters land), Hae Dong (Oostzee) en Sam Han (De 3 Koreaanse staten). Een zeldzame variant van de Samhan Tongbo (三韓通寶, 삼한통보) munt bestaat waar het Chinese karakter voor drie wordt geschreven als “叁”. Van deze munten zijn er tot nu toe maar twee gevonden.

### Tijdens de Joseondynastie

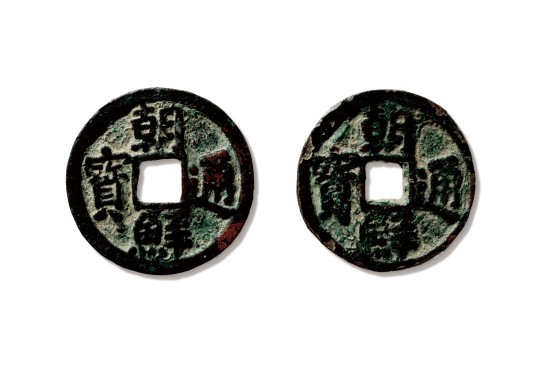
Een Joseon Tongbo (朝鮮通寶) munt

Tijdens de Joseondynastie (1392–1910) werden er weer koperen kèpèng-munten geslagen voor de circulatie en tot de 16e eeuw was een soort papiergeld genaamd Jeohwa (楮貨, 저화) gemaakt van papiermoerbei een vaakvoorkomend betaalmiddel. De eerste bronzen munten van deze periode waren de Joseon Tongbo (朝鮮通寶, 조선통보) en de Shibjeon Tongbo (十錢通寶, 조선통보) uit 1423 onder koning Sejong de Grote. Deze munten waren gekoppeld aan zilver met een vaste wisselkoers van 150 koperen munten voor een Kŭn (斤, 근) oftewel 600 gram zilver. In werkelijkheid fluctueerde de marktwaarde en bleek dit systeem niet populair bij de bevolking te zijn en ging het land na een paar jaar terug naar ruilhandel. Onder koning Injo werd in 1625 een nieuwe serie van Joseon Tongbo geïntroduceerd, deze munten zouden de populaire Sangpyeong Tongbo munten inspireren. Omdat Korea twee keer werd aangevallen door Mantsjoerije, raakte de kopervoorraad op en werd Korea afhankelijk van het importeren van Japans koper om munten te kunnen blijven produceren.
In 1633 begon een hongersnood gerelateerde organisatie genaamd het Stabilisatiekantoor (Koreaans: Sangpyeongchong, 常平廳, 상평청) met het uitgeven van de Sangpyeong Tongbo munten. De inscriptie op deze munten kan gelezen worden als “een altijd stabiele valuta”. Vanaf 1678 begonnen deze munten door heel Korea te circuleren. In tegenstelling tot de Koreaanse mun-munten van het Koninkrijk Goryeo hadden alle kèpèngs uitgegeven door de Joseondynastie de tekst “通寶” (Circulerende schat) ondanks de individuele waarde van de munt. Dit kwam door een Chinees taboe uit de Ming-dynastie waar de eerste keizer Hongwu "元" in zijn geboortenaam had. Omdat Korea een tribuutrelatie met China had, eerden zij dit taboe ook.
Aangezien de productiecijfers van de Koreaanse mun-munten niet nauwkeurig bijgehouden werden, is het momenteel onbekend hoeveel verschillende varianten er van de Sangpyeong Tongbo bestaan. Volgens de officiële Koreaanse muntencatalogus (Hanja: 高麗朝鮮時代貨幣;Hangul: 고여조선시대화폐) zijn er 3078 verschillende varianten van de 1, 2 en 5 mun-munten bekend en 48 varianten van de 100 mun-munt. Er wordt geschat dat er rond de vijfduizend varianten van de Sangpyeong Tongbo zijn geslagen in de 258-jarige productie van deze serie.
In 1866 werd de 100 mun-munt geïntroduceerd door de regent Heungseon Daewongun om de hoge militaire lasten van de staat te kunnen dragen. Omdat de munt een hoge nominale waarde en een lage intrinsieke waarde had, begon inflatie al snel toe te nemen en stegen de kosten van consumentenproducten zoals rijst zesvoudig in twee jaar. Hierdoor werd de Koreaanse markt afhankelijk van buitenlands zilver uit Mexico, Japan, Rusland en China. De introductie van deze munt viel samen met de introductie van de Japanse Tenpō Tsūhō 100 mon-munt en Chinese kèpèngs met hoge nominale waarden om de militaire lasten van de Taipingopstand te kunnen financieren. Er waren in totaal 1.784.038 munten van 100 geslagen in de productieperiode van 172 dagen.
Om tegen de inflatie te kunnen vechten en een moderne munteenheid te kunnen produceren, was het Jeonwanguk munthuis in 1883 opgericht en werd daar later de machine-geslagen Koreaanse yang geïntroduceerd.

## Lijst van munten

### Bij inscriptie
| Inscriptie in Hanja | Hangul   | McCune-Reischauer   | Herziene Koreaanse Romanisatie | Jaren van productie | Periode           |
| ------------------- | -------- | ------------------- | ------------------------------ | ------------------- | ----------------- |
| 東國通寶            | 동국통보 | Dong kuk T'ong Bo   | Dong Guk Tong Bo               | 998-1097            | Koninkrijk Goryeo |
| 東國重寶            | 동국중보 | Dong Kuk Chung Bo   | Dong Guk Jung Bo               | 998-1097            | Koninkrijk Goryeo |
| 三韓通寶            | 삼한통보 | Sam Han T'ong Bo    | Sam Han Tong Bo                | 1097-1105           | Koninkrijk Goryeo |
| 叁韓通寶            | 삼한통보 | Sam Han T'ong Bo    | Sam Han Tong Bo                | 1097-1105           | Koninkrijk Goryeo |
| 三韓重寶            | 삼한중보 | Sam Han Chung Bo    | Sam Han Jung Bo                | 1097-1105           | Koninkrijk Goryeo |
| 海東通寶            | 해동통보 | Hae Dong T'ong Bo   | Hae Dong Tong Bo               | 1097-1105           | Koninkrijk Goryeo |
| 海東重寶            | 해동중보 | Hae Dong Chung Bo   | Hae Dong Jung Bo               | 1097-1105           | Koninkrijk Goryeo |
| 海東元寶            | 해동원보 | Hae Dong Wŏn Bo     | Hae Dong Won Bo                | 1097-1105           | Koninkrijk Goryeo |
| 朝鮮通寶            | 조선통보 | Cho Sŏn T'ong Bo    | Jo Seon Tong Bo                | 1423 1625-1633      | Joseondynastie    |
| 十錢通寶            | 십전통보 | Ship Chŏn T'ong Bo  | Shib Jeon Tong Bo              | 1423                | Joseondynastie    |
| 常平通寶            | 상평통보 | Sang Pyŏng T'ong Bo | Sang Pyeong Tong Bo            | 1633-1892           | Joseondynastie    |

## Varianten van deSangpyeong Tongbo

### Denominaties van deSangpyeong Tongbo
| Waarde  | Hanja (Chinees schrift) | Hangul | Diameter (mm) | Data | Notities |
| ------- | ----------------------- | ------ | ------------- | --- | --- |
| 1 mun   | 一文                    | 일문   | 24-25         | 1633 | |
| 2 mun   | 二文                    | 이문   | 27-29         | 1679 | |
| 5 mun   | 五文                    | 오문   | 31-33         | 1883 | Deze munten bevatten de inscriptie "當五錢" (당오전) op de achterkant van de munt |
| 100 mun | 百文                    | 백문   | 40.6          | 12 december 1866 (Eerste slag van het 100 mun muntstuk door de Departement van de schatkist) 15 januari 1867(Begin productie voor circulatie) 16 juni 1867 (Einde productie) | Munten van 100 mun zijn de enige Koreaanse mun munten waarvan cijfers zijn bijgehouden Alle 100 mun munten, gemaakt door de regering, hebben een dikte van 2.8 millimeter en een gewicht van 25.1 gram Deze munten werden totaal maar voor 172 dagen geslagen |

### Bij munthuis

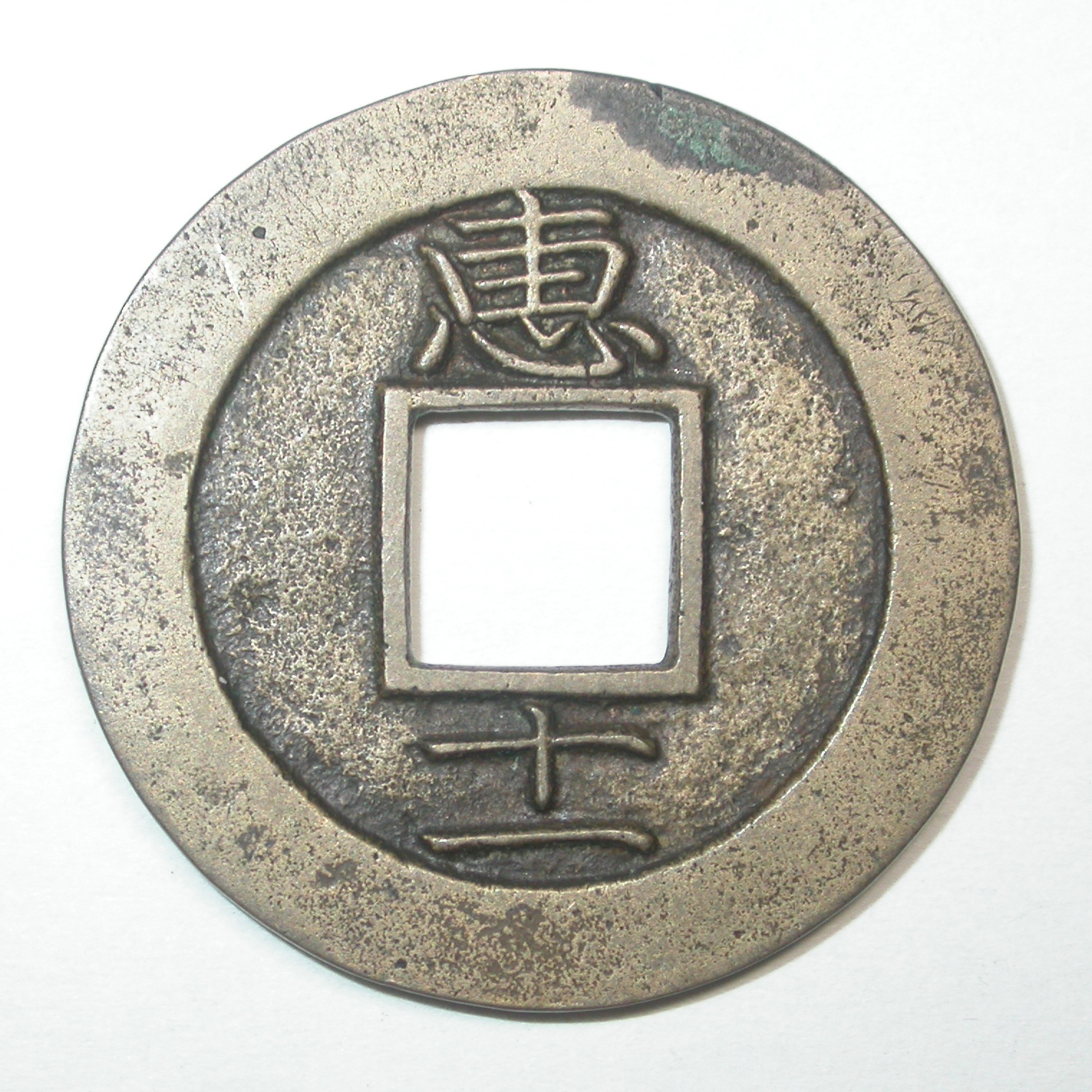
Een munt geslagen door de Rijst en linnen departement (宣惠廳) met het muntteken "惠".

De Sangpyeong Tongbo munten werden door de regering van de Joseondynastie in een totaal van 52 munthuizen geslagen. Elk van deze munthuizen had (met een paar uitzonderingen) hun eigen muntteken.
| Muntteken | Hangul | Naam van de agentschap in Chinese karakters | Naam van de agentschap in Hangul | Romanisatie            | Naam in het Nederlands                                             | Jaar van introductie |
| --------- | ------ | ------------------------------------------- | -------------------------------- | ---------------------- | ------------------------------------------------------------------ | -------------------- |
| 戶        | 호     | 戶曹                                        | 호조                             | Hojo                   | Departement van de Schatkist                                       | 1678                 |
| 工        | 공     | 工曹                                        | 공조                             | Kongjo                 | Ministerie van nijverheid                                          | 1685                 |
| 均        | 균     | 均役廳                                      | 균역청                           | Kyunyokchong           | Regerings tiendenrecht kantoor                                     | 1807                 |
| 司        | 사     | 司仆寺                                      | 사부사                           | Kyong Saboksi          | Koninklijke Transport Bureau                                       | 1678                 |
| 賑        | 진     | 賑恤廳                                      | 진휼청                           | Chinhyulchong          | Charitatieve kantoor te Seoel                                      | 1742                 |
| 向        | 향     | 粮餉廳                                      | 량향청                           | Yanghyangchong         | Voedsel bevoradings kantoor                                        | 1742                 |
| 宣        | 선     | 宣惠廳                                      | 선혜청                           | Sonhyechong            | Rijst en linnen departement                                        | 1742                 |
| 惠        | 혜     | 宣惠廳                                      | 선혜청                           | Sonhyechong            | Rijst en linnen departement                                        | 1806                 |
| 典        | 전     | 典圜局                                      | 전원국                           | Chonhwanguk            | Centraal Munthuis                                                  | 1833                 |
| 兵        | 병     | 兵曹                                        | 병조                             | Pyongjo                | Ministrie van militaire zaken                                      | 1742                 |
| 備        | 비     | 備邊司                                      | 비변사                           | Pibyonsa               | Nationale Defensie Bureau                                          | 1742                 |
| 捻        | 염     | 捻戎廳                                      | 염융청                           | Chongyungchong         | Algemene militaire kantoor                                         | 1692                 |
| 营 of 營  | 영     | 御营廳                                      | 어영청                           | Oyongchong             | Speciale militaire eenheid                                         | 1678                 |
| 武 (1)    | 무 (1) | 武備司                                      | 무비사                           | Mubisa                 | Bewapenings Bureau                                                 | 1742                 |
| 武 (2)    | 무 (2) | 武衛營                                      | 무위영                           | Muwiyong               | Paleiswachts kantoor                                               | 1742                 |
| 禁        | 금     | 禁衛營                                      | 금위영                           | Kumwiyong              | Militaire eenheid van het koninklijke hof                          | 1742                 |
| 訓        | 훈     | 訓練都監                                    | 훈연도감                         | Hullyondogam           | Militair oefenterein                                               | 1678                 |
| 抄        | 초     | 精抄廳                                      | 정초청                           | Chongchochong          | Commando eenheid                                                   | 1678                 |
| 統 (1)    | 통 (1) | 統營                                        | 통영                             | Tongyŏng               | Tongyeong marinebasis                                              | 1727                 |
| 統 (2)    | 통 (2) | 統衛營                                      | 통위영                           | Tongwiyong             | Militair kantoor in Seoel                                          | 1727                 |
| 經        | 경     | 經理廳                                      | 경리청                           | Kyŏngnichong           | Regerings kantoor van de Bukhan bergfort                           | 1830                 |
| 守        | 수     | 守御廳                                      | 수어청                           | Suochong               | Seoel verdedigingsfort                                             | 1742                 |
| 沁        | 심     | 沁華管理                                    | 심화관이                         | Sim Kanghwa Kwalliyong | Gemeentelijk militair kantoor van Kanghwa                          | 1883                 |
| 開        | 개     | 開城管理營                                  | 개성관이영                       | Kaesong Kwalliyong     | Gemeentelijk militair kantoor van Kaesong                          | 1678                 |
| 松        | 송     | 開城管理營                                  | 개성관이영                       | Kaesong Kwalliyong     | (Song) Gemeentelijk militair kantoor van Kaesong                   | 1882                 |
| 利        | 리     | 利原管理營                                  | 리원관이영                       | Iwon Kwalliyong        | Gemeentelijk militair kantoor van Riwon                            | 1882                 |
| 水        | 수     | 水原管理營                                  | 수원관이영                       | Suwon Kalliyong        | Gemeentelijk militair kantoor van Suwon                            | 1727                 |
| 原        | 원     | 原州管理營                                  | 원주관이영                       | Wonju Kwalliyong       | Gemeentelijk militair kantoor van Wonju                            | 1678                 |
| 海        | 해     | 海州管理營                                  | 해주관이영                       | Haeju Kwalliyong       | Gemeentelijk militair kantoor van Haeju                            | 1742                 |
| 春        | 춘     | 春川管理營                                  | 춘천관이영                       | Ch'unch'on Kwalliyong  | Gemeentelijk militair kantoor van Ch'unch'on                       | 1888                 |
| 川        | 천     | 端川管理營                                  | 단천관이영                       | Tanch'on Kwalliyong    | Gemeentelijk militair kantoor van Tanch'on                         | 1883                 |
| 昌 (1)    | 창 (1) | 昌德宮                                      | 창덕궁                           | Ch'angdŏk Kung         | Ch'angdŏk paleiselijke munthuis                                    | 1864                 |
| 昌 (2)    | 창 (2) | 昌原管理營                                  | 창원관이영                       | Ch'angwon Kwalliyong   | Gemeentelijk militair kantoor van Ch'angwon                        | 1864                 |
| 圻        | 기     | 廣州管理營                                  | 광주관이영                       | Kwangju Kwalliyong     | Gemeentelijk militair kantoor van Kwangju in de provincie Gyeonggi | 1742                 |
| 京        | 경     | 京畿監營                                    | 경기감영                         | Kyŏnggi Kamyong        | Provinciehuis van Gyeonggi                                         | 1742                 |
| 京水      | 경수   | 京畿水營                                    | 경기수영                         | Kyŏnggi Suyong         | Gyeonggi marinebasis                                               | 1742                 |
| 黃        | 황     | 黃海監營                                    | 황해감영                         | Hwanghae Kamyong       | Provinciehuis van Hwanghae                                         | 1742                 |
| 平        | 평     | 平安監營                                    | 평안감영                         | P'yŏngan Kamyong       | Provinciehuis van P'yŏngan                                         | 1678                 |
| 平兵      | 평병   | 平安兵營                                    | 평안병영                         | P'yŏngan Pyongyong     | P'yŏngan militair fort                                             | 1678                 |
| 咸        | 함     | 咸鏡監營                                    | 함경감영                         | Hamgyong Kamyong       | Provinciehuis van Hamgyong                                         | 1742                 |
| 咸北      | 함북   | 咸鏡北營                                    | 함경북영                         | Hamgyong Pugyong       | Provinciehuis van noordelijk Hamyong                               | 1742                 |
| 咸南      | 함남   | 咸鏡南營                                    | 함경남영                         | Hamgyong Namyong       | Provinciehuis van zuidelijk Hamyong                                | 1742                 |
| 江        | 강     | 江原監營                                    | 강원감영                         | Kangwon Kamyong        | Provinciehuis van Gangwon                                          | 1742                 |
| 尚        | 상     | 慶尚監營                                    | 경상감영                         | Kyongsang Kamyong      | Provinciehuis van Kyongsang                                        | 1695                 |
| 尚水      | 상수   | 慶尚水營                                    | 경상수영                         | Kyongsang Suyong       | Kyongsang marinebasis                                              | 1695                 |
| 尚右      | 상우   | 慶尚右營                                    | 경상우영                         | Kyongsang Uyong        | Marinebasis aan de rechterkant van Kyongsang                       | 1695                 |
| 尚左      | 상좌   | 慶尚左營                                    | 경상좌영                         | Kyongsang Chwayong     | Marinebasis aan de linkerkant van Kyongsang                        | 1695                 |
| 全        | 전     | 全羅監營                                    | 전라감영                         | Chŏlla Kamyong         | Provinciehuis van Chŏlla                                           | 1682                 |
| 全兵      | 전병   | 全羅兵營                                    | 전라병영                         | Chŏlla Pyongyong       | Chŏlla militair fort                                               | 1678                 |
| 全右      | 전우   | 全羅右營                                    | 전라우영                         | Chŏlla Uyong           | Marinebasis aan de rechterkant van Chŏlla                          | 1678                 |
| 全左      | 전좌   | 全羅左營                                    | 전라좌영                         | Chŏlla Chwayong        | Marinebasis aan de linkerkant van Chŏlla                           | 1678                 |
| 忠        | 충     | 忠清監營                                    | 충청감영                         | Ch'ungch'ŏng Kamyong   | Provinciehuis van Chungcheong                                      | 1742                 |

### Qianziwen
Om te kunnen vaststellen door welke ovens de Sangpyeong Tongbo munten werden geslagen, hebben sommige Koreaanse mun-munten speciale munttekens. Om de cijfers 1 tot en met 44 vast te kunnen stellen werden de eerste 44 karakters uit de Qianziwen gebruikt. Dit waren “天地玄黄 宇宙洪荒 日月盈昃 辰宿列張 寒来暑往 秋收冬藏 閏餘成歲 律吕調陽 雲騰致雨 露結為霜 金生麗水“. Hiernaast werden ook andere karakters gebruikt om te kunnen vaststellen van welke oven de Sangpyeong Tongbo munt kwam.

### Wu Xing
De Vijf Elementen werden door sommige munthuizen gebruikt als munttekens om te kunnen nagaan uit welke oven deze Sangpyeong Tongbo munten kwamen.
| Muntteken (Hanja) | Koreaanse naam | Betekenis in het Nederlands |
| ----------------- | -------------- | --------------------------- |
| 金                | Kum            | Metaal                      |
| 木                | Mok            | Houd                        |
| 水                | Su             | Water                       |
| 火                | Hwa            | Vuur                        |
| 土                | To             | Aarde                       |

### De Tien Hemelse Stengels
De Tien Hemelse Stengels werden gebruikt door munthuizen om ovens van één tot tien te kunnen benoemen.
| Muntteken (Hanja) | Koreaanse naam | Oven nummer |
| ----------------- | -------------- | ----------- |
| 甲                | Gap            | Één         |
| 乙                | Eul            | Twee        |
| 丙                | byeong         | Drie        |
| 丁                | jeong          | Vier        |
| 戊                | Mu             | Vijf        |
| 己                | Gi             | Zes         |
| 庚                | Gyeong         | Zeven       |
| 辛                | Sin            | Acht        |
| 壬                | Im             | Negen       |
| 癸                | Gye            | Tien        |

### De Twaalf Aardse Takken
Naast de tien hemelse stengels dragen sommige Sangpyeong Tongbo munten munttekens gebaseerd op de Twaalf Aardse Takken om de ovennummers aan te geven.
| Muntteken (Hanja) | Koreaanse naam | Oven nummer |
| ----------------- | -------------- | ----------- |
| 子                | Cha            | Één         |
| 丑                | Ch'uk          | Twee        |
| 寅                | In             | Drie        |
| 卯                | Myo            | Vier        |
| 辰                | Ch'en          | Vijf        |
| 巳                | Sa             | Zes         |
| 午                | O              | Zeven       |
| 未                | Mi             | Acht        |
| 申                | Sin            | Negen       |
| 酉                | Yu             | Tien        |
| 戌                | Sul            | Elf         |
| 亥                | Hae            | Twaalf      |

### Munten met de trigram “☳”
Een klein aantal 2 mun-munten, geslagen door de T'ongyong marinebasis, hebben een van de acht trigrammen aan de rechterkant van de munt, dit is “☳” (Chin) wat donder betekent.

### Overige munttekens
Er bestaan naast de karakters hierboven nog een aantal andere munttekens waarvan hun betekenis momenteel onbekend is, deze munttekens zijn:
| Muntteken (Hanja) | Koreaanse naam | Betekenis in het Nederlands |
| ----------------- | -------------- | --------------------------- |
| 入                | Ip             | Binnengaan                  |
| 大                | Tae            | Groot(s)                    |
| 工                | Kong           | Arbeid                      |
| 千                | Chon           | Duizend                     |
| 文                | Mun            | Kèpèng                      |
| 元                | Won            | Eerste                      |
| 天                | Chon           | Hemel                       |
| 中                | Chung          | Midden                      |
| 正                | Chong          | Rechtopstaand               |
| 生                | Saeng          | Waren                       |
| 光                | Kwang          | Licht                       |
| 全                | Chon           | Compleet                    |
| 吉                | Kil            | Gunstig                     |
| 完                | Wan            | Beëindigd                   |